# Србадија. Илустрован лист за забаву и поуку
Србадија часопис је најпре излазио као илустровани лист за поуку и забаву у периоду од 1874. до 1877. године, да би потом у периоду од 1881. до 1883. године био промењен у „часопис за забаву и поуку”.

## Историјачасописа
Овај часопис под називом Србадија је излазио два пута у Бечу од 1874. до 1877. године. Калцер је одабрао репрезентативну тему за дати садржај – Срби око гуслара, у овом случају представљени су као жене, мушкарци и деца из различитих крајева у разноврсној ношњи који окупљени око симболичне фигуре народа слушају о себи и својој историји. Лист је штампан, између осталих, и у Штампарији Јерменског манастира Сајдла и Мајера. Бавио се питањима омладине, а карактер листа је био национални. Илустрације у листу су изузетно важне, а међу њима налазе се значајни прилози о српским градовима, споменицима, становницима. У том периоду од 1881. до 1883. године када је и сам часопис променио назив, он је био без илустрација. Наравно, садржај као и само име је био прилично сличан часописима у том периоду који су се бавили пре свега културом, историјом и обичајима различитих крајева у коме је живело српско становништво, а то је све било праћено романтичарским тоном кроз поуке, песме, приче и илустрације.

## Периодичност часописа Србадија
Часопис Србадија је излазио 15. сваког месеца. Цена годишње 6 фор. или 72 гр. ч.; од бр. 1 (1876) годишње 8 фор. или 20 дин.; од бр. 1 (1877) годишње 6 фор. или 72 гр. Часопис има национални карактер с акцентом на живот омладине. Такође врло богат илустрацијама.

## Главни уредници и сарадници часописа Србадија
Покренуо га је Јован Стефановић Виловски, одговорни уредник Срећко Мајер, а уредник је био публициста Стеван Ћурчић коме је Виловски убрзо уступио власништво. 
Сарадници у овом листу били су и књижевници: 
1. Јаков Игњатовић
2. Мита Поповић
3. Милорад П. Шапчанин

## Галерија
- Акционо министарство
- Насловна страна
- Срежански обербаша
- Херцеговци у заседи